# Démographie de l'Éthiopie
La démographie de l'Éthiopie est étudiée en particulier à travers les recensements de la Central Statistical Agency (CSA).
En juillet 2018, selon les estimations du World Factbook l'Éthiopie comptait une population de 108 386 391 habitants ce qui lui vaut la douzième place mondiale et la deuxième en Afrique. L'estimation de la Banque mondiale pour 2020 est de 114 963 583 habitants.
Les habitants parlent des langues sémitiques, couchitiques ou omotiques. Les peuples Oromo, Amhara, Somalis, Tigré représentent plus des trois quarts de la population, mais il y en tout plus de 80 groupes identifiés selon des critères linguistiques  en Éthiopie, dont certains ont moins de 10000 membres. En général, la plupart des chrétiens vivent sur les plateaux d'Éthiopie, les musulmans sont partagés et les adeptes des religions animistes sont plutôt installés dans les basses terres.[réf. nécessaire]

## Évolution de la population
Le pays a connu une évolution croissante et régulière de sa démographie jusqu'au début des années 1980. Par la suite cette croissance s'est accélérée jusqu'à aujourd'hui avec un taux moyen de 2,3 % par an, à l'exception d'une baisse visible entre 1992 et 1993 due à l'indépendance de l'Érythrée, le 24 mai 1993 dont la population avoisinait à l'époque 3,2 millions de personnes.
Le pays a entamé une transition démographique liée à une politique de planning familial, à la fin du XXe siècle, passant de 7 enfants par femme en 1993 à 4,2 en 2022.
|            | 1984       | 1994       | 2007       | 2011       |
| Population | 39 868 572 | 53 477 265 | 73 918 505 | 81 755 380 |
| Densité    | 34         | 48,6       | 67,1       |            |
| % urbains  | 11,4       | 13,7       | 16,1       | 16,8       |

## Natalité
En 2016, le taux de fécondité en Éthiopie s'élève à 4,6 enfants par femme.
|               | 2005 | 2011 | 2016 |
| ------------- | ---- | ---- | ---- |
| Milieu urbain | 2,4  | 2,6  | 2,3  |
| Milieu rural  | 6,0  | 5,5  | 5,2  |
| Total         | 5,4  | 4,8  | 4,6  |

## Migration et composition culturelle

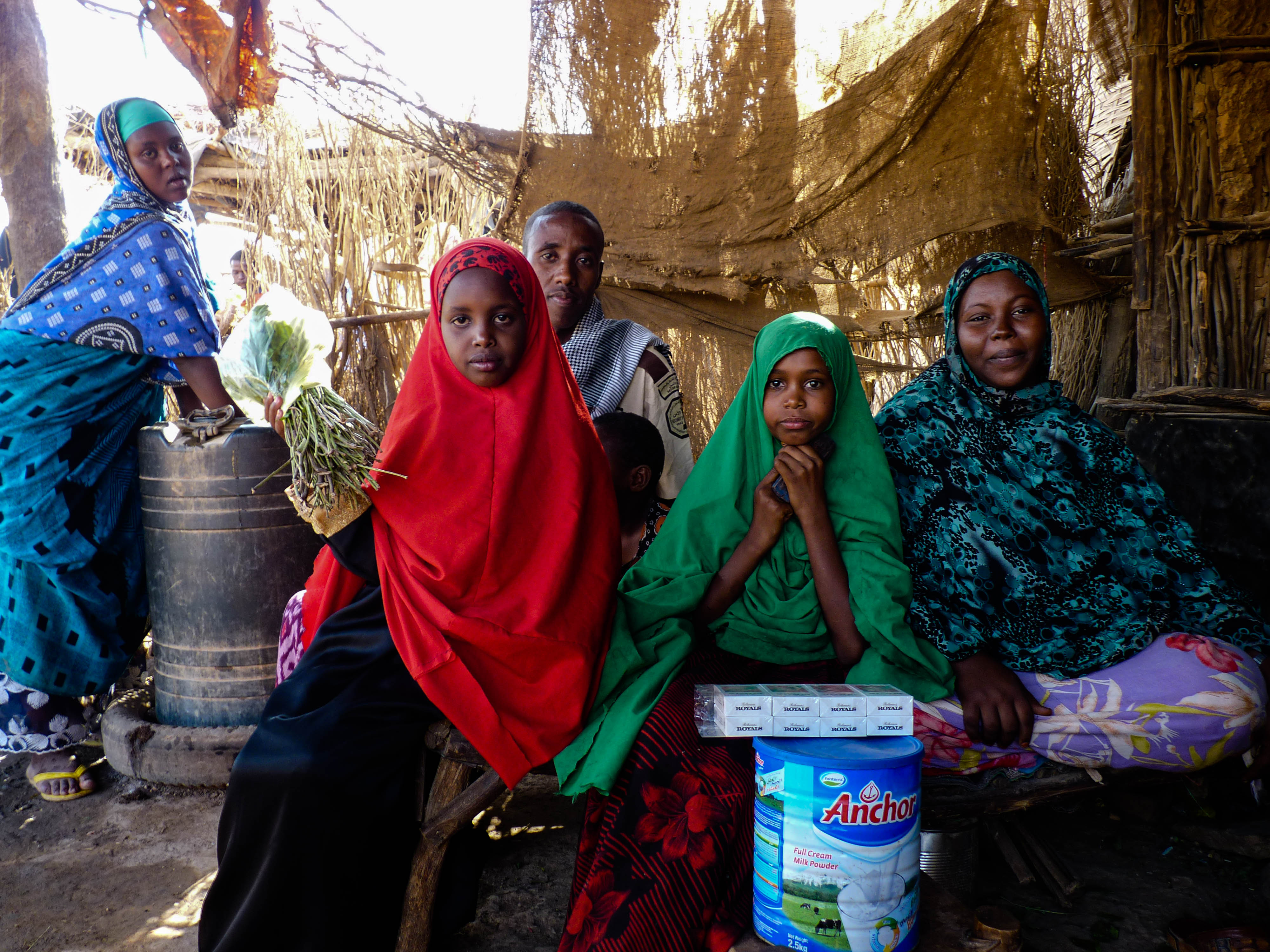
Réfugiés somaliens.

## Villes
La liste suivante montre les villes éthiopiennes de plus de 40 000 habitants, et la forte croissance de leur population. La colonne 2006 est une estimation de la CSA (Central Statistical Agency), l'organisme des statistiques d'Éthiopie.

### Classement
| Rang | Nom           | Rec. 1984 | Rec. 1994 | Est. 2006 | Régions                                            |
| ---- | ------------- | --------- | --------- | --------- | -------------------------------------------------- |
| 1.   | Addis-Abeba   | 1 412 575 | 2 112 737 | 2 973 004 | Addis-Abeba                                        |
| 2.   | Dire Dawa     | 98 104    | 164 851   | 281 750   | Dire Dawa                                          |
| 3.   | Nazreth       | 76 284    | 127 842   | 228 623   | Oromia                                             |
| 4.   | Gondar        | 80 886    | 112 249   | 194 773   | Amhara                                             |
| 5.   | Mekelé        | 61 583    | 96 938    | 169 207   | Tigré                                              |
| 6.   | Dessie        | 68 848    | 97 314    | 169 104   | Amhara                                             |
| 7.   | Bahir Dar     | 54 800    | 96 140    | 167 261   | Amhara                                             |
| 8.   | Jimma         | 60 992    | 88 867    | 159 009   | Oromia                                             |
| 9.   | Debre Zeit    | 51 143    | 73 372    | 131 159   | Oromia                                             |
| 10.  | Awasa         | 36 169    | 69 169    | 125 315   | Région des nations, nationalités et peuples du Sud |
| 11.  | Harar         | 62 160    | 76 378    | 122 000   | Harar                                              |
| 12.  | Djidjiga      | 23 183    | 56 821    | 98 076    | Somali                                             |
| 13.  | Shashamané    | 31 531    | 52 080    | 93 156    | Oromia                                             |
| 14.  | Debre Marqos  | 39 808    | 49 297    | 85 597    | Amhara                                             |
| 15.  | Assella       | 36 720    | 47 391    | 84 645    | Oromia                                             |
| 16.  | Nekemte       | 28 824    | 47 258    | 84 506    | Oromia                                             |
| 17.  | Arba Minch    | 23 032    | 40 020    | 72 507    | Région des nations, nationalités et peuples du Sud |
| 18.  | Kombolcha     | 15 782    | 39 466    | 68 766    | Amhara                                             |
| 19.  | Gode          | ...       | ...       | 68 342    | Oromia                                             |
| 20.  | Debre Birhan  | 25 753    | 38 717    | 67 243    | Amhara                                             |
| 21.  | Sodo          | 24 592    | 36 287    | 65 737    | Région des nations, nationalités et peuples du Sud |
| 22.  | Adigrat       | 16 262    | 37 417    | 65 237    | Tigré                                              |
| 23.  | Dila          | 23 936    | 33 734    | 61 114    | Région des nations, nationalités et peuples du Sud |
| 24.  | Hosaena       | 15 167    | 31 701    | 57 439    | Région des nations, nationalités et peuples du Sud |
| 25.  | Goba          | 22 963    | 28 358    | 50 650    | Oromia                                             |
| 26.  | Hagere Hiywet | 17 325    | 27 636    | 49 421    | Oromia                                             |
| 27.  | Axoum         | 17 753    | 27 148    | 47 320    | Tigré                                              |
| 28.  | Alamata       | 14 030    | 26 179    | 45 632    | Tigré                                              |
| 29.  | Guiyon        | 16 811    | 25 491    | 45 537    | Oromia                                             |
| 30.  | Inda Silase   | 12 846    | 25 269    | 43 967    | Tigré                                              |
| 31.  | Yirgalem      | 16 003    | 24 183    | 43 815    | Région des nations, nationalités et peuples du Sud |
| 32.  | Negele        | 11 997    | 23 997    | 42 958    | Oromia                                             |
| 33.  | Degehabur     | ...       | ...       | 42 815    | Somali                                             |
| 34.  | Weldiya       | 15 690    | 24 533    | 42 710    | Amhara                                             |
| 35.  | Adoua         | 13 823    | 24 519    | 42 672    | Tigré                                              |
| 36.  | Arsi Negele   | 13 096    | 23 512    | 42 054    | Oromia                                             |
| 37.  | Agaro         | 18 764    | 23 246    | 41 616    | Oromia                                             |